# Si quieres vivir… dispara
Si quieres vivir… dispara ist ein nach der Blütezeit des Genres entstandener Italowestern, der im deutschen Sprachraum nicht aufgeführt wurde. José María Elorrieta inszenierte unter Pseudonym den 1975 veröffentlichten Film.

## Handlung
Der einsame Reiter Jimmy wird nach einem langen Ritt von einigen üblen Ganoven, die vom skrupellosen Landbesitzer Marco bezahlt werden, bekämpft und verwundet. Der Rancher Sam hilft ihm, die Banditen zu vertreiben, und nimmt ihn auf seine Ranch mit, wo Jimmy von Sams viel jüngerer Frau Moira gesund gepflegt wird. Derweil sucht Marco, der auch das Land rund um die Ranch in seinen Besitz bringen möchte und dazu auch den Sheriff des nahegelegenen Ortes gekauft hat, Jimmy in der ganzen Gegend. Dieser hilft Sam und Moira, in die er sich verliebt hat, diesen Bemühungen ein Ende zu setzen. Sam stirbt; Jimmy, der im Finale Marco erschießen kann, wird bei Moira bleiben.

## Bemerkungen
Der Film war die letzte Inszenierung seines Regisseurs, der kurz nach Ende der Dreharbeiten starb, und der vorletzte seines Hauptdarstellers.